# Akil Gjakova
Akil Gjakova (Peć, 1996. január 4. –) Európa-bajnok koszovói cselgáncsozó, olimpikon.

## Pályafutása
Az pejai Ippon Judo Club versenyzője, aki 73 kg-os súlycsoportban szerepel. Részt vett a 2020-as tokiói olimpián, ahol súlycsoportjában a hetedik helyen végzett.  A 2021-es lisszaboni Európa-bajnokságon könnyűsúlyban aranyérmes lett.

## Családja
Nővére Nora Gjakova olimpiai bajnok cselgáncsozó.

## Sikerei, díjai
- Európa-bajnokság – 73 kg
  - aranyérmes: 2021